# Бриту-э-Никоте, Филипе
Филипе де Бриту-э-Никоте (Филипе де Бриту, порт. Filipe de Brito e Nicote; умер в 1613) — португальский авантюрист французского происхождения. Изначально наёмник на араканской службе, в 1599 году назначен губернатором Сириама, впоследствии стал полноправным правителем части Нижней Бирмы (Мьянмы). Казнён бирманцами.

## Биография
Родился в Лиссабоне в семье француза Жюля Нико. Попав в Юго-Восточную Азию в качестве юнги на португальском корабле, был принят на службу к правителю араканского государства Миньязату, видимо, ещё в 1570-х годах. Под началом араканцев де Бриту сколотил армию португальских наёмников (местные жители называли их фериги, то есть «франками»). В 1599 году отряд португальских наёмников и монских воинов, возглавляемый де Бриту, захватил важный порт Танлин (Сириам) на юге современной Мьянмы, и правитель Ракхайна назначил португальца его губернатором. Впрочем, вскоре тот прекратил подчиняться Миньязату, выслал из города араканских королевских чиновников, прекратил выплату налогов и соорудил в портовом городе крепость, названную Сантьяго. В ответ князь Ракхайна послал против непокорного наёмника морскую флотилию, однако де Бриту разгромил её и пленил командующего, коронного принца Минкчамауна, которого выдал только после выплаты крупного выкупа.
В 1600 году де Бриту отправился для подтверждения его полномочий португальскими властями в Гоа, где женился на племяннице наместника де Салданья — тёплый приём не в последнюю очередь объяснялся тем, что Португалия была заинтересована в поставках древесины из Пегу. Собственного сына Симона он женил на принцессе Мартабана (Моттамы), монского вассального государства на юго-востоке страны. В 1602 году де Бриту был объявлен португальским двором «командующим Сириама» и «генералом вооружённых сил, сражающихся с Пегу», получив также военную и материальную помощь от метрополии.
С именем Бриту-э-Николе связано усиление колониальной экспансии Португальской империи в регионе. Он контролировал торговлю солью, оружием и тканями в целом регионе, расширил свою власть на дельту Иравади до Дагона, но не смог проникнуть вглубь Бирмы. По сути, он закрыл побережье Бирмы для иностранных (то есть не португальских судов), которые были вынуждены заходить в порт Сиринам и проходить через таможню де Бриту. Согласно бирманским источникам, он награбил большое количество богатств, силой обращал местное население в католицизм, разорял буддийские пагоды и храмы. В частности, известно, что войска португальца в 1608 году разграбили известную пагоду Шведагон и выкрали оттуда трёхсоттонный колокол Дхаммазеди. Колокол затонул на глубине десяти метров в илистом дне реки Янгон и с тех пор считается утраченным.
В 1610 году бирманский правитель Анаупхелун, стремясь объединить страну под своей властью, захватил Таунгу, низложив своего двоюродного брата Натшиннаунга, правившего там, до уровня наместника. В результате, Натшиннаунг тайно обратился за военной помощью к де Бриту. Последний вторгся в Таунгу, разорил город и поджёг местный дворец, но закрепиться не сумел. Хотя вылазка сил де Бриту и короля Мартабана к Таунгу провалилась, Натшиннаунг всё же провозгласил де Бриту своим «кровным братом» и остался в Танлине.
В 1613 году де Бриту и Натшиннаунг были осаждены в Танлине бирманскими войсками короля Анаупхелуна. После 34-дневной осады города в сентябре 1613 года «португальские пираты» были выбиты из Пегу. Казнь де Бриту посредством сажания на кол продолжалась трое суток, после чего голова авантюриста была посажена на копьё и выставлена на всеобщее обозрение. Подчинённые ему португальские солдаты были депортированы в горные регионы Бирмы, где несколько поколений их потомков принимались на воинскую службу артиллеристами за земельные наделы. Выходцы из числа португальских наёмников служили в армии мьянманских правителей на протяжении столетий, и их потомки до сих пор живут в Мьянме. Часть из португальских наёмников и пиратов перебралась в Сиам либо в Бенгалию, где продолжали заниматься разбоем, пока Великие Моголы не заняли Читтагонг в 1666 году. Вслед за отцом в Мартабане был казнён и Симон де Бриту. Князю Натшиннаунгу предложили помилование в обмен на присягу верности своему родственнику, но он отказался, мотивируя это тем, что в последние дни осады был крещён священником из Гоа и перешёл в католицизм.